# El cuento de Jengibre y Pepinillos
El cuento de Jengibre y Pepinillos (título original en inglés The Tale of Ginger and Pickles, originalmente titulado Ginger and Pickles) es un libro para niños escrito e ilustrado por Beatrix Potter y publicado por primera vez por Frederick Warne & Co. en 1909. El libro trata sobre dos comerciantes que otorgan crédito ilimitado a sus clientes y, como resultado, se ven obligados a cerrar. Originalmente se publicó en un formato grande que permitía ilustraciones muy detalladas y también permitió a Potter incluir viñetas en blanco y negro. La autora llenó la historia con personajes de sus libros anteriores. El libro finalmente se volvió a publicar en el formato pequeño, estándar de la serie Peter Rabbit, y se adaptó a una obra de teatro en 1931.

## Antecedentes
Mientras veraneaba con su familia en Perthshire en 1893, Beatrix Potter, de 27 años, envió una historia y una carta con imágenes sobre un conejo joven desobediente al hijo de su ex institutriz Annie Carter Moore, y continuó enviando cartas similares al niño y sus hermanos. durante los siguientes años. Moore reconoció el valor literario de las cartas e instó a Potter a publicarlas. Potter desarrolló la carta de 1893 en el cuento de The Tale of Peter Rabbit y elaboró un libro ficticio basado en el formato de libro pequeño y el estilo del éxito de ventas Little Black Sambo (1899) de Helen Bannerman con sus páginas de textos simples frente a imágenes apropiadas.
La carrera de Potter como autora e ilustradora infantil se inició en octubre de 1902 cuando se publicó con gran éxito El cuento de Peter Rabbit. Potter compró una granja de 34 acres (137 593,2 m²) llamada Hill Top en el pueblo de Sawrey en el Distrito de los Lagos, que sirvió como retiro artístico. Muchos de sus libros se inspiraron en la granja y sus alrededores.

## Desarrollo y publicación

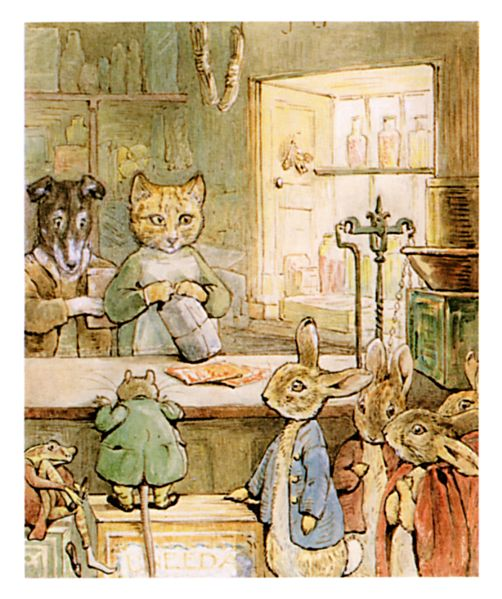
Ilustración de la pequeña tienda de Jengibre y Pepinillos

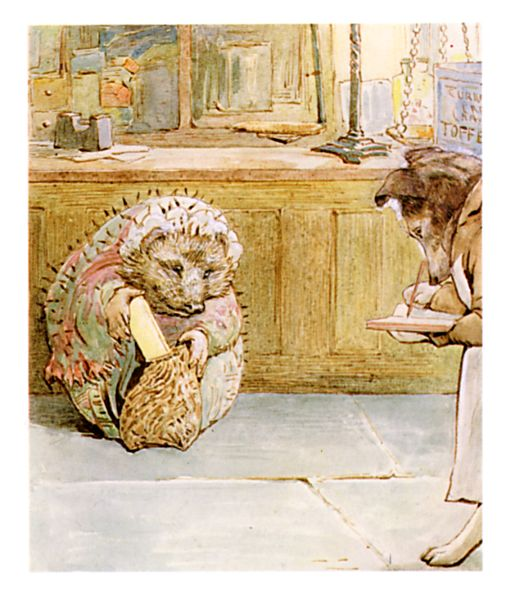
Otra ilustración del cuento

El cuento de Jengibre y Pepinillos está inspirado en una tienda de Sawrey propiedad de John Taylor, quien había querido aparecer en uno de los libros de Potter durante algún tiempo. Taylor estaba demasiado enfermo para posar para Potter, pero aun así lo incluyó en la historia como un lirón, Juan Lirón, a pedido de él. Murió antes de la publicación del libro, por lo que el cuento está dedicado a su memoria, en la dedicatoria escribió «Con mis más afectuosos saludos para el señor John Taylor, que "cree que podría pasar por un lirón". (¡Tres años en cama sin una queja!)». Jengibre se inspiró en un gato de color inusual que pertenecía a la maestra de escuela de Sawrey, la Sra. Bunkle. Potter se mostró reacia a cubrir su pelaje con ropa, pero finalmente se inclinó ante la preferencia pública predominante por los animales de los cuentos y le dio una camisa. Potter le escribió a su amiga Millie Warne durante el proceso de composición que el libro estaba causando cierta diversión en Sawrey: «Tiene muchas vistas que se pueden reconocer en el pueblo, que es lo que les gusta, todos están bastante celosos unos de otros casas y gatos metiéndose en un libro».
Potter escribió el cuento en un libro de ejercicios de un centavo como regalo de Navidad para Louie Warne, la hija de su editor Harold Warne, y trabajó en las pruebas durante sus vacaciones de verano de 1909 en la casa de campo de Broad Leys cerca de Bowness-on-Windermere. Finalmente terminó el libro en agosto y la editorial Frederick Warne & Co. lo publicó en gran formato en octubre de 1909. En reimpresiones posteriores, se redujo al formato pequeño estándar habitual de la serie de cuentos de Peter Rabbit. En 1931, Potter y E. Harcourt Williams colaboraron en una dramatización de la historia.

## Argumento
Los comerciantes Jengibre, un gato, y Pepinillos, un terrier, permiten a sus clientes comprar a crédito y, como resultado, no pueden cobrar lo suficiente para pagar las facturas. Posteriormente se van a la quiebra. Su competidora, Milagros de Miau, aumenta sus precios una vez que los clientes se ven obligados a comprar en su tienda y el Sr. Dormouse intenta vender mentas y velas con un éxito limitado. Finalmente, la gallina Sarita, reabre con éxito la tienda y ofrece una amplia variedad de gangas. Mientras tanto, Jengibre se convierte en cazador furtivo y Pepinillos en guardabosques.

## Temas
La historia analiza los factores de la economía de mercado. Jengibre y Pepinillos obtienen muchos clientes al otorgarles crédito, pero la falta de límites significa que no reciben ningún dinero a cambio. Su rival inmediata, Tabitha Twitchit, es más astuta: al rechazar el crédito, obtiene menos clientes, pero se mantiene en el negocio mientras que la tienda de Jengibre y Pepinillos quiebra. La subsiguiente falta de competencia significa que puede subir los precios.
El cuento de Jengibre y Pepinillos es el último de los cuentos importantes de Sawrey de Potter, aunque no está tan desarrollado como sus predecesores en complejidad narrativa e ironía. Vida doméstica, el tema predominante de los libros de Sawrey, solo se menciona en el cuento con los pertrechos de la vida doméstica, como el jabón y las velas. La ironía de la historia radica en dos animales depredadores que operan una tienda para los que serían su presas naturales, pero los dos no pueden tener éxito en la empresa debido a su propensión a otorgar crédito ilimitado. Jengibre y Pepinillos tienen la capacidad de sobrevivir utilizando sus instintos naturales, pero eligen comportarse como humanos al administrar una tienda; al final, muriéndose de hambre y permitiendo que sus presas vivan cómodamente y sin costo alguno.

## Biografía
- Hallinan, Camilla (2002), The Ultimate Peter Rabbit: A Visual Guide to the World of Beatrix Potter, DK, ISBN 0-7894-8538-9.
- Hobbs, Anne Stevenson (1989), Beatrix Potter's Art, Frederick Warne, ISBN 0-7232-3598-8.
- Kutzer, M. Daphne (2003), Beatrix Potter: Writing in Code, New York & London: Routledge, ISBN 0-415-94352-3.
- Lear, Linda (2007), Beatrix Potter: A Life in Nature, New York: St. Martin's Griffin, ISBN 978-0-312-37796-0.
- MacDonald, Ruth K. (1986), Beatrix Potter, Boston: Twayne Publishers, ISBN 0-8057-6917-X, (requiere registro).
- Taylor, Judy (1987), Beatrix Potter 1866-1943: The Artist and Her World, F. Warne & Co. and The National Trust, ISBN 0-7232-3561-9.